# Hell-Copter
Hell-Copter est un jeu vidéo de type shoot 'em up sorti en 1999 sur Windows. Le jeu a été édité par Ubisoft et développé par Drago Entertainment.

## Accueil
- Jeuxvideo.com : 13/20[1]